# 卓蘭·曼達尼
卓蘭·夸梅·曼達尼（英語：Zohran Kwame Mamdani，1991年10月18日—）是美国政治人物，民主黨、工作家庭党和美国民主社会主义者成員，自2021年起在紐約州議會代表皇后區第36選區。
曼達尼是2025年民主黨紐約市市長初選的獲勝候選人。他的主要政綱包括提升最低工資、大規模公共投資、修改累進稅制、支持免费都會巴士、凍結非牟利單位的租金以及設立市營雜貨店等。

## 早年生活和教育
卓蘭·曼達尼生於烏干達坎帕拉。他的父母分別是哥倫比亞大學印度裔烏干達後殖民研究教授马哈茂德·马姆达尼以及印度裔美國製片人米拉·奈兒。他的父親為他取了中間名「Kwame」，以紀念加納第一任總理夸梅·恩克鲁玛。曼達尼五歲時隨家人遷至南非開普敦，在父親於开普敦大学工作期間，就讀於該市的聖佐治文法學校。曼達尼七歲時，全家搬到了紐約市。他小學畢業於銀行街兒童學校，後來畢業於布朗克斯科学高中。曼達尼其後於鲍登学院就讀，並在此與他人共同創立了該校的巴勒斯坦學生正義組織分會。他於2014年畢業，獲得非洲研究學士學位。

## 職業生涯
曼達尼在參政前曾擔任防斷贖顧問。

### 早期政治生涯
在領導學生組織活動後，曼達尼開始涉足政治。2015年，他自願助選阿里·納傑米（Ali Najmi）在紐約市議會第23選區的補選，但該選戰以失敗告終。2017年，他加入了政黨美国民主社会主义者，並為紐約市議會候選人哈德爾·艾爾雅丁進行選舉工程。艾爾雅丁是一名代表該黨在布魯克林灣脊區角逐市議員的巴勒斯坦裔信義會牧師，但同以落敗告終。曼達尼還曾擔任羅斯·巴坎2018年競逐纽约州参议院議席的競選經理，但未能成功。此外，2019年他還為民主社会主義者蒂芬尼·卡班作為其競選皇后區檢察官的組織人，但卡班最終落敗。

### 紐約州議會（2020年至今）
2019年10月，曼達尼宣佈將會角逐紐約州議會位於皇后區阿斯托里亞和長島市的第36選區的民主黨提名。他得到了美國民主社會主義者的支持，並以住屋改革、警政和獄政改革以及公用事業公有化為主要政綱。2020年6月，曼達尼在初選中擊敗了已經連任了四屆的時任議員阿拉維拉·西莫塔斯，並且在該年11月的大選中在沒有共和黨對手的情況下勝選。曼達尼於2022年和2024年也再次在無對手下連任。
曼達尼是美國民主社會主義者「現任社會主義議員」團體的成員，也是紐約穆斯林民主黨人協會的成員。他的選區包括阿斯托里亞的一部份，該地區擁有大量穆斯林和阿拉伯裔選民，同時也是紐約市社會主義運動的核心。
截至2025年5月，曼達尼動議了20個法案，而其中的3個法案得以成為法律。同時，他也和議了238個法案。

### 2025年紐約市市長初選

曼達尼在2025年市長初選的標誌

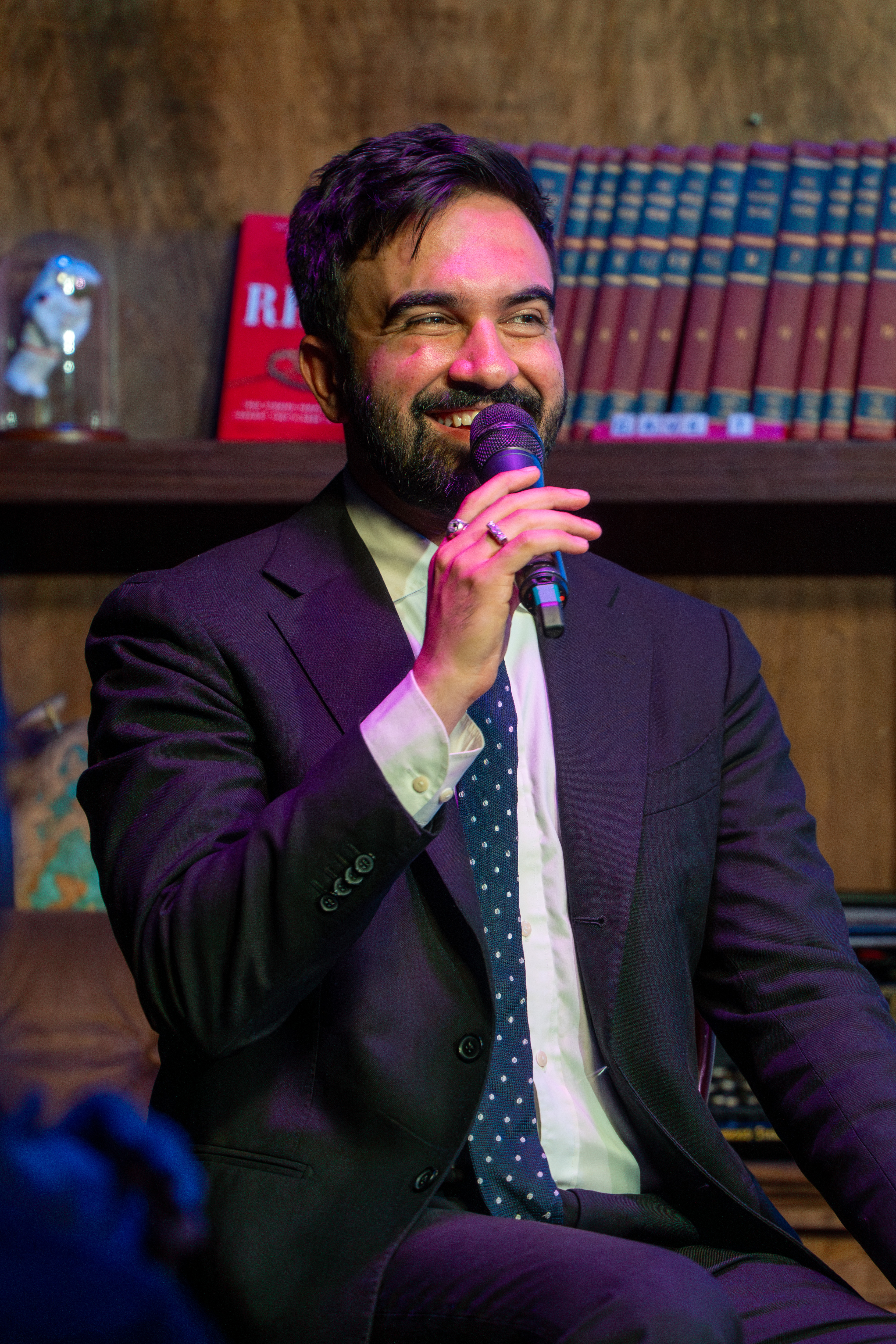
2025年的曼達尼

2024年10月23日，曼達尼宣佈競逐2025年紐約市市長選舉。他的政綱包括廢除城市巴士車費和將紐約市內租金固定住屋的租金凍結。此外，曼達尼還希望市政府在每個行政區營運一家雜貨店，以降低食品雜貨價格。如果曼達尼勝選，他將會成為紐約市第一位穆斯林市長。
2025年6月，曼達尼击败安德鲁·科莫，赢得纽约市民主党初选。

## 政見
在伯尼·桑德斯參加2016年總統選舉后，曼達尼開始將自己定位為民主社會主義者。他也是政黨美国民主社会主义者的成員。

### 托兒及教育
曼達尼支持學前兒童托兒制度普及化，並提議為紐約市所有新家庭提供「嬰兒籃」，含有尿布和其他各類護理用品。
另外，曼達尼也提出了一項法案，動議將纽约大学和哥倫比亞大學的州物業稅豁免取消，並將由此得來的資金授予向來資金短缺的纽约市立大学系统。

### 犯罪
曼達尼認為增加警力和監禁刑期對於防止傷害幾乎沒有作用，並認為「有尊嚴的工作、經濟穩定和資源充足的社區」才能更好地締造公共安全。
他提倡採取社區為本的方法来減少罪案，並重點關注無家者援助和反暴力項目，且提議設立一個擴大心理健康服務範圍的社区安全部門。此外，他認為紐約過於依賴警察來解決社會機能失調，曾言：「警方扮演着至關重要的角色，但我們現在正在仰賴他們處理社會安全網的種種失靈，进而妨礙他們做好本職，」

### 經濟議題
曼達尼主張紐約市實行租務管制，以加強保護租戶，並成立建設公營住宅的社會房屋發展局。此外，他支持將紐約市的最低工資於2030年前遞升至每小時30美元。
曼達尼支持對紐約州內收入最高的1%人群增加入息稅，以籌集200億美元來資助免學費的纽约市立大学和纽约州立大学系统、州內全民托兒服務、凍結地鐵票價、免費大都會運輸署巴士以及租戶保障。
他也自稱為一位民主社會主義者。

### 以巴衝突
曼達尼支持抵制、撤资、制裁運動，並將以色列在加沙戰爭裏的行為稱為「種族滅絕」。
2023年初，曼達尼提出《終止紐約資助以色列定居者暴力法案》，該法案禁止在紐約州註冊的慈善機構向支持以色列定居者的組織捐款</ref>。2023年11月，他與辛西雅·尼克森在華盛頓特區外進行了為期五天的絕食行動，以支持以巴立即停火，並反對時任總統拜登支持以色列轟炸加沙地帶。2024年，他在齋戒月期間舉行了一個祈求加沙地帶停火的開齋儀式。
2025年，曼達尼拒絕簽署紐約州議會年度慶祝以色列建國週年的決議。他的競選發言人安德魯·愛潑斯坦（Andrew Epstein）表示曼達尼因為法案中「以色列繼續為自己、鄰國和全世界爭取安全、有尊嚴的和平，以實現成為萬國之光的預言」的字句而反對，也表達了曼達尼認為當時以色列政府的行為與其字句相悖。他的決定招致另一位州議員山姆·伯格的批評，他此前也曾批評曼達尼在10月7日哈瑪斯襲擊事件後對以色列的譴責。針對那些批評，曼達尼表示他憎惡反猶太主義，並相信以色列有存在的權利。他指出以色列有權作為一個享有平等權利的國家存在。曼達尼投票贊成2025年紀念納粹大屠殺的決議。

### 社會議題
曼達尼支持2024年所提出的1號提案，該提案是對紐約州憲法的修正案，旨在規定基於種族、國籍、年齡、殘疾、性別（包括性取向、性别認同和性别表達）、懷孕和懷孕相關結果以及生殖保健和自主權的歧視均屬違憲。
2025年2月，曼達尼出現在聯合廣場的一場集會上，抗議總統唐納·川普簽署威脅要「停止向為跨性别青年提供性别肯定治療的醫院提供聯邦資金」的命令。 

### 交通
曼達尼支持將紐約市巴士永遠改為免費。他提出大都會運輸署巴士免費試點計劃，該計劃於2023年9月在Q4、B60、Bx18、M116和S46/96路線上啟動。計劃實施後，該數條路線的平日客量增加了30%，主要來自年收入低於28,000美元的人群。在五條免費路線中，針對巴士司機的襲擊事件下降了38.9%。由於州議會未重新授權，免費計劃於2024年8月結束。對此，曼達尼表示大都會運輸署因為認為該計劃會使人混淆而反對永久實施。他估計全面推行免費巴士將使紐約市每年花費6.5億美元。
2022年12月，曼達尼提出了《修復MTA法案》。他提議在未來四年內布朗克斯、布魯克林、皇后區，乃至曼哈頓和史泰登岛皆實施免費巴士政策。
《三級方程式法案》（即凍結票價、資助運輸密度＆免費公車法案）則將以將票價維持在2.75美元為條件，撥出款項填補大都會運輸局25億美元的赤字。他甚至建議將更多資金撥出，以確保地鐵及市內最繁忙的100條巴士路線皆能實施6分鐘班距，然後用任何剩餘的錢再將服務提昇20%。
2023年，曼達尼動議了一項法案，該法案旨在將車輛登記費改為以重量計費，從而減少紐約州民眾購買比一般車輛更重的車輛，繼而改善道路安全。
曼達尼一直是擠塞徵費的積極支持者，並與紐約州參議員麥可·詹納瑞斯共同起草了《擠塞徵費做到位》法案，旨在增加巴士服務密度和免費巴士的數量。

## 個人生活
2018年，曼達尼正式归化為美國公民。他是一名十二伊玛目派的什葉派穆斯林。他於2025年初与敘利亞插畫家拉瑪·杜娃吉（Rama Duwaji）結婚。
截至2025年，二人住在阿斯托里亞的一間公寓裏。
曼達尼也是一位嘻哈音樂的擁躉。2019年，他以藝名荳蔻先生（Mr. Cardamom）發行單曲《Nani》。食譜作家兼演員玛杜尔·贾弗里有出現在這首單曲的MV中。

## 外部連結
- 官方网站 （英文）